# Liste der namibischen Medaillengewinner bei Afrikaspielen
Namibia nimmt seit der Unabhängigkeit 1990 an den Afrikaspielen teil.

## Medaillenbilanz
Namibias Sportler konnten bei Afrikaspielen bisher (Stand 11. März 2024) 68 Medaillen, darunter 13 Gold-, 19 Silber- und 36 Bronzemedaillen gewinnen.
| Spiele |    |    |    | Gesamt |
| ------ | -- | -- | -- | ------ |
| 1991   | 4  | 2  | 81 | 14     |
| 1995   | 0  | 4  | 3  | 7      |
| 1999   | 0  | 0  | 2  | 2      |
| 2003   | 0  | 3  | 4  | 7      |
| 2007   | 0  | 1  | 2  | 3      |
| 2011   | 1  | 1  | 5  | 7      |
| 2015   | 5  | 4  | 6  | 15     |
| 2019   | 2  | 2  | 4  | 8      |
| 2023   | 1  | 3  | 5  | 9      |
| Gesamt | 13 | 20 | 38 | 71     |

1 Nach den Spielen durch Ausschluss v. a. ägyptischer Sportler von 6 auf 8 korrigiert.

## Medaillengewinner

### 1991
| Medaille | Sportler           | Sportart       | Disziplin           |
| -------- | ------------------ | -------------- | ------------------- |
|          | Frankie Fredericks | Leichtathletik | 100 m               |
|          | Frankie Fredericks | Leichtathletik | 200 m               |
|          | Jörg Lindemeier    | Schwimmen      | 200 m Brust         |
|          | Harry Simon        | Boxen          | Weltergewicht       |
|          | Friedhelm Sack     | Schießsport    | 25 m Einzel Pistole |
|          |                    |                |                     |
|          | Namibia            | Gymnastik      | Team                |
|          | Anitha Newster     | Gymnastik      | Stufenbarren        |
|          | Wilma Brendenham   | Leichtathletik | Diskus              |
|          | Monica Dahl        | Schwimmen      | 50 m Freistil       |
|          | Namibia            | Schwimmen      | 4 × 100 m Frauen    |
|          |                    |                |                     |
|          |                    |                |                     |
|          |                    |                |                     |

### 1995
| Medaille | Sportler          | Sportart        | Disziplin               |
| -------- | ----------------- | --------------- | ----------------------- |
|          | Mannie Heymans    | Straßenradsport | Zeitfahren              |
|          | Sackey Shivute    | Boxen           | Mittelgewicht bis 75 kg |
|          |                   |                 |                         |
|          |                   |                 |                         |
|          | Madeleine Joubert | Leichtathletik  | Hochsprung              |
|          | Anita Kruger      | Schwimmen       | 400 m Freistil          |
|          | Anita Kruger      | Schwimmen       | 800 m Freistil          |

### 1999
| Medaille | Sportler           | Sportart       | Disziplin |
| -------- | ------------------ | -------------- | --------- |
|          | Frankie Fredericks | Leichtathletik | 100 m     |
|          |                    |                |           |

### 2003
| Medaille | Sportler           | Sportart       | Disziplin            |
| -------- | ------------------ | -------------- | -------------------- |
|          | Paulus Ambunda     | Boxen          | Fliegengewicht       |
|          | Frankie Fredericks | Leichtathletik | 200 m                |
|          | Erik Hoffmann      | Radsport       | Straßenrennen        |
|          | Namibia            | Turnen         | Mannschaftsmehrkampf |
|          | Nico Jacobs        | Ringen         | 97 kg                |
|          | Joseph Jermia      | Boxen          | Halbfliegengewicht   |
|          | Jacob Mostert      | Turnen         | Pauschenpferd        |

### 2007
| Medaille | Sportler       | Sportart       | Disziplin      |
| -------- | -------------- | -------------- | -------------- |
|          | Agnes Samaria  | Leichtathletik | 800 m          |
|          | Agnes Samaria  | Leichtathletik | 1500 m         |
|          | Johannes Simon | Boxen          | Fliegengewicht |

### 2011
| Medaille | Sportler            | Sportart         | Disziplin    |
| -------- | ------------------- | ---------------- | ------------ |
|          | Ananias Shikongo    | Behindertensport | T11 200 m    |
|          | Abrahm Louw         | Triathlon        | Herren       |
|          | Martin Aloysius     | Behindertensport | T12 200 m    |
|          | Tjipekapora Herunga | Leichtathletik   | 200 m        |
|          | Tjipekapora Herunga | Leichtathletik   | 400 m        |
|          | Helalia Johannes    | Leichtathletik   | Halbmarathon |
|          | Ananias Shikongo    | Behindertensport | T11 400 m    |

### 2015
| Medaille | Sportler            | Sportart         | Disziplin          |
| -------- | ------------------- | ---------------- | ------------------ |
|          | Ananias Shikongo    | Behindertensport | T11 100 m          |
|          | Ananias Shikongo    | Behindertensport | T11 200 m          |
|          | Ananias Shikongo    | Behindertensport | T11 400 m          |
|          | Johanna Benson      | Behindertensport | T37 100 m          |
|          | Johannes Nambala    | Behindertensport | T13 400 m          |
|          | Elias Ndimulunde    | Behindertensport | T46 400 m          |
|          | Namibia             | Leichtathletik   | 4 × 100 m Männer   |
|          | Mathias Hamunyela   | Boxen            | Halbfliegengewicht |
|          | Jonas Junias        | Boxen            | Halbweltergewicht  |
|          | Lahja Ishitile      | Behindertensport | T11 200 m          |
|          | Daniela Lindemeier  | Schwimmen        | 50 m Brust         |
|          | Daniela Lindemeier  | Schwimmen        | 100 m Brust        |
|          | Daniela Lindemeier  | Schwimmen        | 200 m Brust        |
|          | Tjipekapora Herunga | Leichtathletik   | 400 m              |
|          | Lilianne Klaasman   | Leichtathletik   | 400 m Hürden       |

### 2019
| Medaille | Sportler                     | Sportart      | Disziplin                        |
| -------- | ---------------------------- | ------------- | -------------------------------- |
|          | Tristan de Lange             | Radfahren     | Mountainbike X-Country Olympisch |
|          | Tristan de Lange             | Radfahren     | Mountainbike X-Country Marathon  |
|          | Quinn Reddig Adriaan Grobler | Bogenschießen | Mixed-Mannschaft                 |
|          | Alex Miller                  | Radfahren     | Mountainbike X-Country Olympisch |
|          | Alex Miller                  | Radfahren     | Mountainbike X-Country Marathon  |
|          | Vera Adrian                  | Radfahren     | Zeitfahren                       |
|          | Vera Adrian                  | Radfahren     | Straßenrennen                    |
|          | Jonas Junias                 | Boxen         | Bis 63 Kilogramm                 |

### 2023
| Medaille | Sportler          | Sportart       | Disziplin        |
| -------- | ----------------- | -------------- | ---------------- |
|          | Ronan Wantenaar   | Schwimmen      | 100 m Brust      |
|          | Anri Krugel       | Radsport       | Elite            |
|          | Alexander Skinner | Schwimmen      | 100 m Freistil   |
|          | Ronan Wantenaar   | Schwimmen      | 200 m Brust      |
|          | Ester Abraham     | Ringen         | Klasse bis 57 kg |
|          | Gilbert Hainuca   | Leichtathletik | 100 m            |
|          | Jessica Humphrey  | Schwimmen      | 200 m Rücken     |
|          | Alexander Skinner | Schwimmen      | 50 m Freistil    |
|          | Ryan Williams     | Leichtathletik | Diskuswurf       |